# Conganteoninae
Conganteoninae es una subfamilia de insectos de la familia Dryinidae.

## Géneros
- Conganteon Benoit, 1951
- Fiorenteon Olmi, 1984